# Karlfried Graf Dürckheim

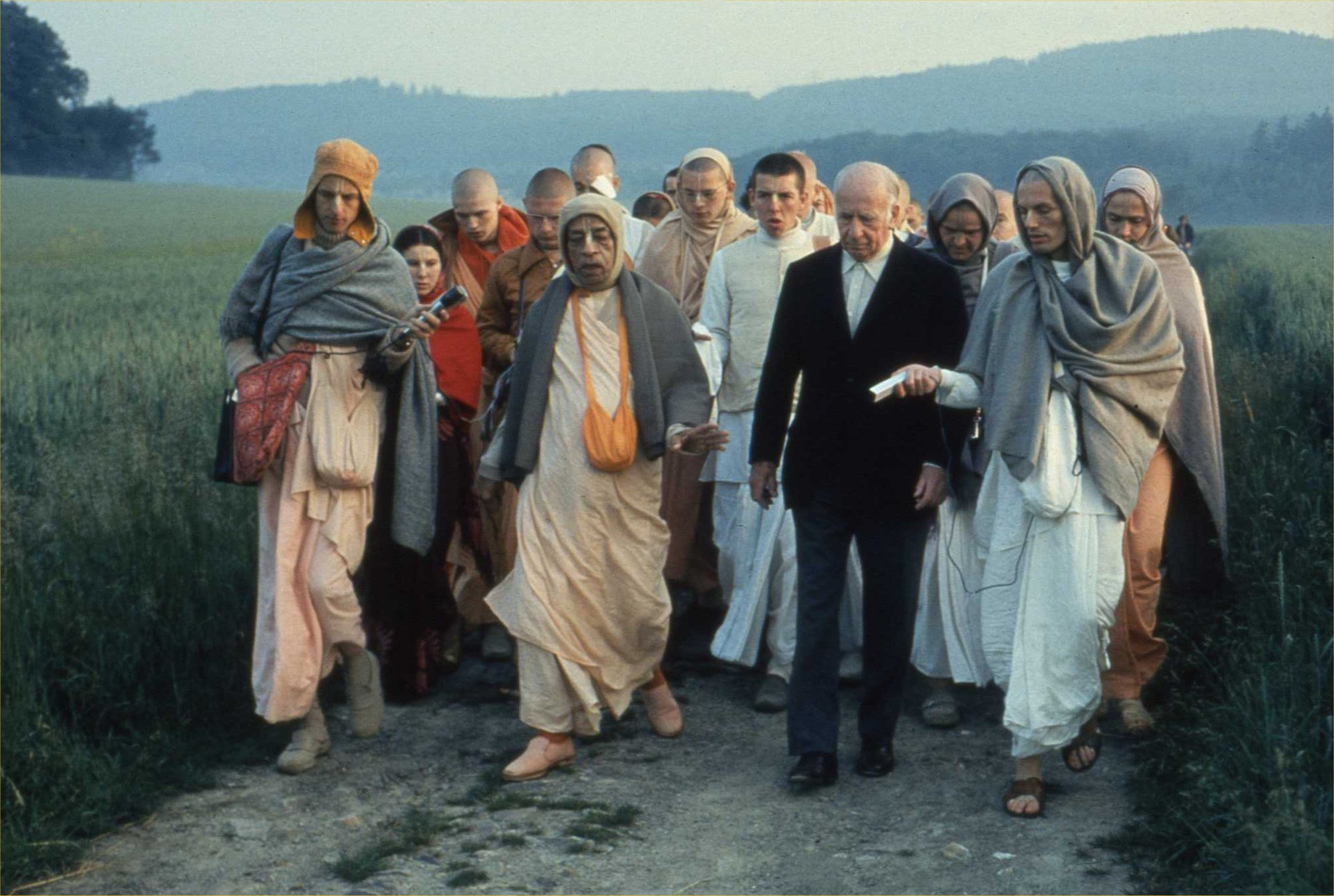
Dürckheim auf einem Morgenspaziergang mit Swami Prabhupada 1974 nahe Frankfurt

Karl Friedrich Alfred Heinrich Ferdinand Maria Graf Eckbrecht von Dürckheim-Montmartin (* 24. Oktober 1896 in München; † 28. Dezember 1988 in Todtmoos im Schwarzwald), genannt Karlfried Graf Dürckheim, war ein deutscher Psychotherapeut, Autor und Zen-Lehrer.
Dürckheim wurde in Leipzig 1930 Professor für Psychologie. Während der Zeit des Nationalsozialismus war er als Diplomat tätig, davon lange Zeit in Japan. Nach dem Krieg begründete er zusammen mit seiner späteren Frau Maria Hippius die Initiatische Therapie.

## Frühe Lebensjahre (1896–1932)

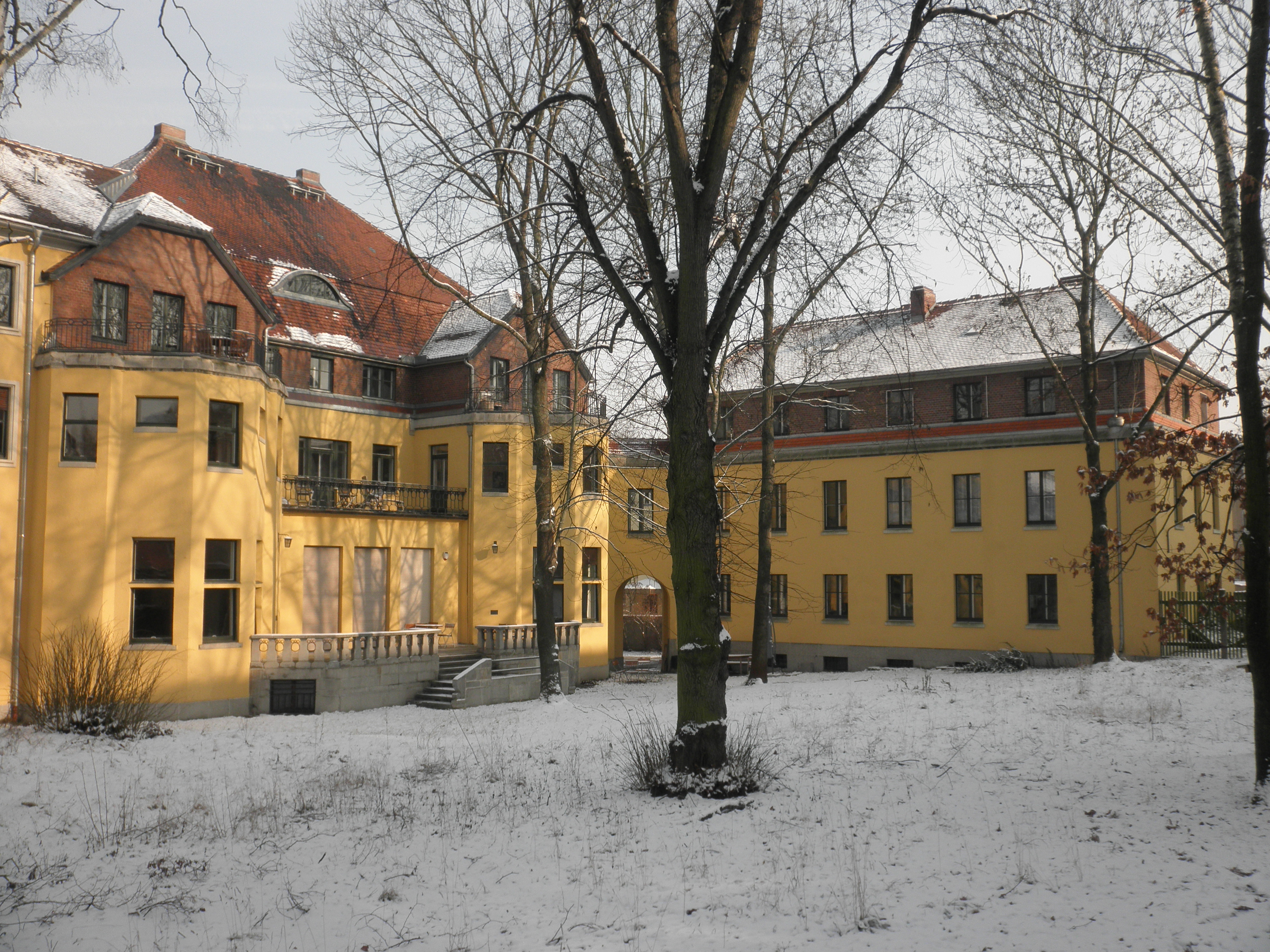
Das „Palais“ Dürckheim (de), das 1913 in Weimar von „Karlfrieds“ Vater erbaut wurde.

Dürckheim wurde in München als Sohn von Friedrich Georg Michael Maria Graf Eckbrecht von Dürckheim-Montmartin (1858–1939) und Sophie Evalina Ottilie Charlotte von Kusserow (1869–1959) geboren. Sein Großvater mütterlicherseits war der preußische Diplomat und Politiker Heinrich von Kusserow (1836–1900), dessen Mutter eine Tochter des jüdischen Bankiers Salomon Oppenheim war und der seinerseits Antonie Springer, eine Tochter des ebenfalls jüdischen Bankiers und Kaufmanns Ernst Springer, heiratete.

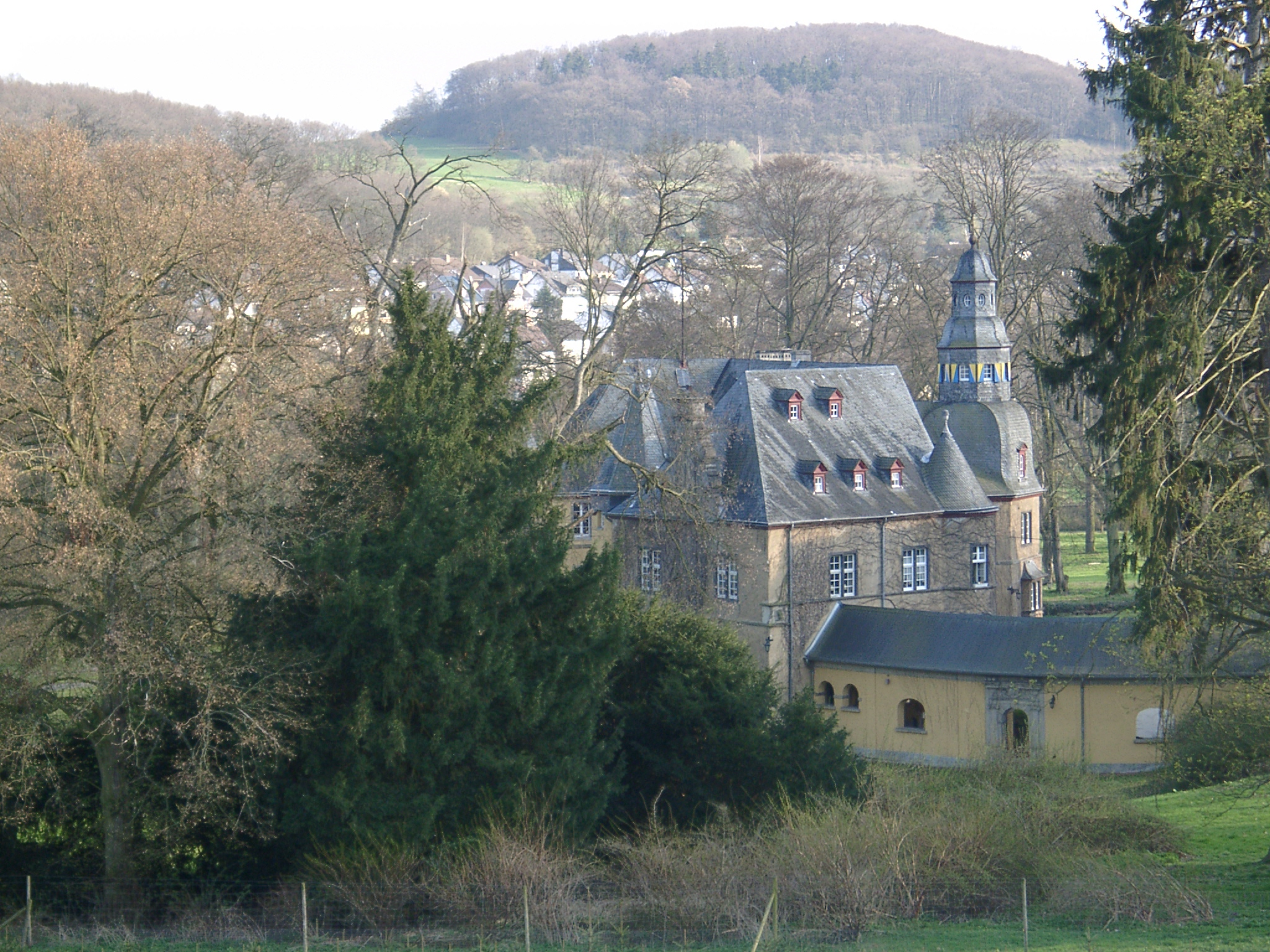
Schloss Bassenheim bei Koblenz (2005).

Dürckheim besuchte das Realgymnasium in Koblenz (Wohnort Schloss Bassenheim) und Weimar, schloss mit dem Notabitur ab und nahm als 18-Jähriger, am Ende als Leutnant, im Leibregiment der bayerischen Armee am Ersten Weltkrieg teil. Dabei erlebte er die Kämpfe bei Verdun ohne verwundet zu werden. 1919 kämpfte er in einem Freikorps gegen die Münchner Räterepublik. Er studierte in München zunächst Nationalökonomie, gefolgt von Philosophie und Psychologie. Er verkehrte in einem Intellektuellenkreis u. a. mit Ludwig Klages und Rainer Maria Rilke. In die Zeit der frühen 1920er Jahre beschäftigte er sich intensiv mit Religionswissenschaft und Religionspsychologie. Nach eigenen Angaben erfuhr er durch das Lesen des Daodejing eine Art Satori. Mit dem Ehepaar Weinhandl (dem Philosophen Ferdinand Weinhandl und der Schriftstellerin Margarete Weinhandl) begann er mystische Übungen und studierte Meister Eckhardt. Er übersiedelte mit ihnen nach Kiel und lebte dort in einer Wohngemeinschaft.

## Einführung in östliches Gedankengut
Seine erste Frau, Enja von Hattingberg (1888–1939), machte ihn mit dem Daodejing des chinesischen Philosophen Laozi (Laotse) bekannt:
„Ich befand mich in der Werkstatt des Malers Willi Geiger in München. Meine zukünftige Frau, Frau von Hattingberg, saß auf dem Tisch, und neben ihr lag ein Buch… Ich kann es noch immer sehen. Ich schlug dieses Buch auf und las laut den elften Vers aus dem Daodejing von Laozi vor. Plötzlich geschah es! Ich hörte zu und ein Blitz fuhr durch mich hindurch. Der Schleier war zerrissen, ich war wach! Ich hatte gerade ‚Es‘ erlebt. Alles existierte und nichts existierte. Eine andere Wirklichkeit hatte diese Welt durchbrochen. Ich selbst existierte und existierte nicht … Ich hatte das erlebt, wovon in allen Jahrhunderten gesprochen wird: Menschen, egal in welchem Stadium ihres Lebens, haben eine Erfahrung gemacht, die sie mit der Kraft eines Blitzes traf und sie ein für alle Mal mit den Kreisläufen des Wahren Lebens verband.“
Meister Eckhart wurde für ihn sehr wichtig. „Ich erkenne in Eckhart meinen Meister, den Meister. Aber wir können uns ihm nur nähern, wenn wir das begriffliche Bewusstsein ausschalten.“

## Akademische Laufbahn
1923 promovierte er an der Universität Kiel in Psychologie mit der Arbeit „Erlebnisformen – Ansätze zu einer analytischen Situationspsychologie“. Im gleichen Jahr heiratete er Enja von Hattingberg, mit der er 1924 für ein Jahr nach Italien ging, wobei die Eltern weiterhin für seinen Lebensunterhalt aufkamen. Ab 1927 war er als Assistent beim Begründer der zweiten Leipziger Schule und Ganzheitspsychologen Felix Krueger an der Universität Leipzig angestellt, wo er am 17. Februar 1930 seine Habilitation abschloss. Durch die Weltwirtschaftskrise verloren seine Eltern das Familiengut in Steingaden. Von 1930 bis 1932 unterrichtete Dürckheim auch am Bauhaus Dessau auf dem Gebiet der Gestaltpsychologie. 1931 erhielt er eine Professur an der Pädagogischen Akademie Breslau, nach deren Schließung 1932 in Kiel (1933 umbenannt in Hochschule für Lehrerbildung). 1934 war er neben seiner Arbeit als Professor an der Hochschule für Lehrerbildung auch wissenschaftlicher Mitarbeiter am Psychologischen Institut der Universität Kiel.

## Nationalsozialismus

Bekenntnis der Professoren an den deutschen Universitäten und Hochschulen zu Adolf Hitler.

Im Oktober 1933 wurde Dürckheim als Mitglied Nr. 229.796 im Nationalsozialistischen Lehrerbund aufgenommen. Im Folgemonat unterzeichnete er das Bekenntnis der Professoren an den deutschen Universitäten und Hochschulen zu Adolf Hitler. 1934 trat er der Sturmabteilung bei, die ihn 1935 zum SA-Sturmmann beförderte. Der Eintritt in die NSDAP blieb ihm versagt, da er mit jüdischer Großmutter nach den Nürnberger Gesetzen als „Vierteljude“ galt.
In seinem 1934 erschienenen Aufsatz Zweck und Wert im Sinngefüge des Handelns spricht er von der Wichtigkeit des Gliedseins als tragende Daseinsform des Selbst. Nur im Gliedsein, also im Handeln durch die Identifizierung mit der Gemeinschaft, könne es einen Wert des Daseins geben. Der Führer sei zudem für Dürckheim das „Glück der Deutschen“, der die Gefahr der „Verinnerlichung“ banne und den „Willen zur Wirklichkeitsbeherrschung“ stärke.
1934 hielt er sich im Auftrag des Reichserziehungsministers Bernhard Rust sechs Monate lang zur Erkundung des Auslandsdeutschtums in Südafrika auf, wo er auch Propaganda für den Nationalsozialismus betrieb. So traf er sich heimlich mit dem Afrikaner Broederbond, um für die nationalsozialistischen Ideale, einschließlich des Antisemitismus, zu werben.
Durch Kontakte zu Karl Haushofer wechselte Dürckheim 1935 als Mitarbeiter zu Joachim von Ribbentrop ins Büro Ribbentrop. Er wurde Hitler vorgestellt und vermittelte später dessen Treffen mit Lord Beaverbrook. Mangels Ariernachweis wurde er im Dezember 1937 von Ribbentrop entlassen, blieb jedoch im Staatsdienst. Mit der von Rudolf Heß explizit festgelegten Aufgabe der Betreuung des Auslandsdeutschtums wurde er als assoziierter Mitarbeiter der Presseabteilung des Auswärtigen Amts 1938–1939 und 1940–1945 nach Japan geschickt.

### Japan
Im Juni 1938 wurde er nach Japan entsandt, wo er bis 1947 lebte. In Japan lernte er den buddhistischen Autor Daisetsu Teitaro Suzuki kennen und begann unter Awa Kenzô (1880–1939) mit dem Kyūdō-Bogenschießen. Er begeisterte sich unter anderem für die „soldatische Orientierung“ des Zen-Buddhismus, d. h. für die „Erziehungsnatur des Krieges“ im Sinne des Bushidō.
1939 starb seine Frau in Deutschland. Im Jahr darauf, nach „Berichterstattung“ in Berlin, war er erneut in Japan mit dem Auftrag, Kontakt mit japanischen Wissenschaftlern aufrechtzuerhalten und zur Erforschung der „Grundlagen der japanischen Erziehung“ beizutragen. In dieser Zeit machte er auch nationalsozialistische Propagandaarbeit in Japan. Er veröffentlichte auf Japanisch Neues Deutschland – deutscher Geist. Am Führergeburtstag hielt er eine zweistündige Rede vor dem deutsch-japanischen Kulturinstitut in Kumamoto.

„Dürckheim ging auch in die Klöster und hat dort Meditation betrieben. Aber diese Vertiefung in das zen-buddhistische Japan war zum Teil sehr übertrieben. Vor allem wenn man sah, wie er gleichzeitig Nazipropaganda machte. […] Ich habe ihn einmal bei einem Empfang in der deutschen Botschaft erlebt. Dort erklärte er einem berühmten japanischen Nationalökonomieprofessor, einem vornehmen alten Herrn in braunseidenem Kimono, die deutsche Reichsidee, indem er ihm den Zeigerfinger auf die Brust setzte. Dieser arme Professor wich langsam zurück, bis er an eine Wand kam und nicht mehr weiter zurück konnte. Es war mitleiderregend, wie Dürckheim versuchte, ihn zu indoktrinieren. Graf Dürckheim hat sich vor allem auch als Helfer und Freund der deutschen Lehrer gefühlt. Er hat uns mit allem, was er uns bieten konnte, begegnet. Er hielt überall und ununterbrochen Vorträge, die auch ins Japanische übersetzt wurden. Die deutschen Texte wurden dann an sämtliche Deutsche in Japan verteilt. Beinahe täglich bekam man mit der Post irgendeinen Vortrag von Graf Dürckheim. Es war schrecklich. Er war sozusagen ein Edelpropagandist von hohem intellektuellem Niveau, der durch das Land zog und den Nazismus und die Reichsidee predigte.“

1944 wurde er mit dem Kriegsverdienstkreuz II. Klasse ausgezeichnet. „Das unermessliche Leiden, das heute in Deutschland ist, wird das deutsche Volk um eine Stufe höher bringen und noch mehr zu sich selbst, und tiefere Lebenseinstellungen gebären“, schrieb er in den letzten Kriegstagen an einen Freund.

## Nachkriegszeit

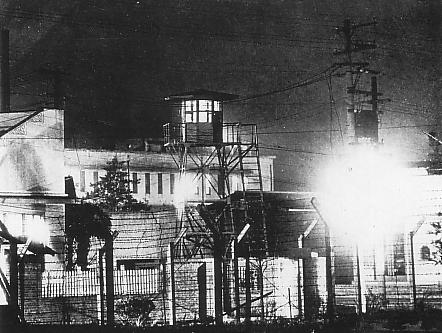
Sugamo-Gefängnis am 22. Dezember 1948

Nach dem Krieg wurde Tokio von den Amerikanern besetzt. Dürckheim tauchte in Karuizawa unter, wurde aber bereits am 30. Oktober 1945 von Special Agent Robie Macauley (Counter Intelligence Corps) verhaftet.
Die 16 Monate Internierung im Sugamo-Gefängnis verbrachte er meditierend. Er erlebte diese Zeit als „Konversionserlebnis“: „Eine wirkliche Veränderung findet immer dann statt, wenn das Individuum das Übernatürliche erfährt, was den Sinn des Lebens um 180 Grad verändert und die Achse von der Mitte der natürlichen menschlichen Existenz zu einem übernatürlichen Zentrum verschiebt“, also beispielsweise eine Anklage als Kriegsverbrecher.
Er wurde, wie alle nach 1933 in Japan angekommenen Deutschen, von der amerikanischen Besatzungsmacht 1947 abgeschoben. In Deutschland traf er die verwitwete Maria Hippius wieder, zu der er 1948 nach Todtmoos zog und die er 1985 heiratete. In München machte er bei Gustav Richard Heyer seine psychotherapeutische Lehranalyse. In Rütte (einem Ortsteil von Todtmoos) erhielt das Paar 1951 günstig ein Haus. Es wurde die Existentialpsychologische Bildungs- und Begegnungsstätte, Schule für Initiatische Therapie der „Rütte-Arbeit“.

## Arbeit in Rütte und Begründung der Initiatischen Therapie
Nach dem Zweiten Weltkrieg entwickelte Dürckheim die Initiatische Therapie. In dieser Therapieform verschmolz er mehrere psychologische Richtungen, von der Tiefenpsychologie bis zur Körperpsychotherapie, ergänzt durch Elemente der bildenden Kunst (Tonerdearbeit, Tuschezeichnungen) und Dramatik (Rollenspiele). Auch der Esoteriker und Vordenker des Faschismus Julius Evola beeinflusste sein Denken zu dieser Zeit. Durch die Ausbildung von Meditationslehrern trug Dürckheim zur Verbreitung des Zen in Deutschland bei.
1958 lernte Dürckheim den englischen Religionsphilosophen Alan Watts kennen, der ihn als „… einen wahren Edelmann – unbewusst und durch eine lange Tradition perfekt in Sprache und Höflichkeit – Keyserlings Ideal des Grandseigneurs“ beschrieb. Der Japanologe Achim Seidl, der gemeinsam mit Dürckheim ein Buch verfassen sollte, warf diesem hingegen vor, dass seine abgehobene Sprache kaum noch etwas mit der Einfachheit des Zen zu tun habe.

„Die Begegnung mit Graf Dürckheim war für mich mehr als eine bloße Möglichkeit der Selbsterfahrung, es war eine Offenbarung. Sie gab mir den Mut, das klösterliche Leben mit neuen Augen zu sehen. Ich bekam einen neuen Sinn für die Rituale in den Gottesdiensten, die Gebetsgebärden sowie die Bedeutung und den Wert der alten Symbole. Und auf einmal wuchs in mir ein neuer Stolz, Mönch zu sein. Damals herrschte in unserem Konvent ein pessimistischer Zug, so als ob wir Mönche ein Auslaufmodell seien. Doch in der Begegnung mit diesem Mann und seinen Gedanken spürten wir: Unser Leben als Mönch hat einen Sinn und wir haben eine wichtige Aufgabe für die Kirche und für die Gesellschaft.“

Ab 1970 erblindete er allmählich, setzte die Arbeit mit Meditationen und Vorträgen jedoch bis ins hohe Alter fort. Nach seinem Tod 1988 wurde er in der Familiengruft Johanneskapelle in Steingaden beigesetzt.

## Auszeichnungen
- Kriegsverdienstkreuz, 2. Klasse (1944)
- Humboldt-Plakette als Ehrengabe (1971)
- Bundesverdienstkreuz 1. Klasse (1977)

## Schriften (Auswahl)
- Zweck und Wert im Sinngefüge der Handelns. In: Blätter für Deutsche Philosophie. Band 8, Heft 3, 1934, S. 217–234.
- Hara: Die energetische Mitte des Menschen. Barth, Weilheim/Obb. 1967. Neuauflage 2012, ISBN 978-3-426-29208-2.
- Zen und wir. Barth, Weilheim/Obb. 1961. Erweiterte Auflage Fischer, Frankfurt am Main 1978, ISBN 3-596-21539-0.
- Transzendenz als Erfahrung. O. W. Barth, Weilheim/Obb. 1966.
- Der Alltag als Übung. Vom Weg zur Verwandlung. Huber, Bern 1966. 9. Auflage 1987, ISBN 3-456-81607-3.
- Überweltliches Leben in der Welt: Der Sinn der Mündigkeit. O.W. Barth, Weilheim/Obb. 1968.
- Vom doppelten Ursprung des Menschen. Herder, Freiburg i. B. 1973. Erweiterte Auflage 2001, ISBN 3-451-05141-9.
- Mächtigkeit, Rang und Stufe des Menschen. Aurum, Freiburg i. B. 1978. Neuauflage 1988, ISBN 3-591-08057-8.
- Erlebnis und Wandlung. Grundfragen der Selbstfindung. Scherz, Bern 1978. Erweiterte Auflage, Suhrkamp, Frankfurt am Main 1992, ISBN 3-518-38445-7.
- Übung des Leibes auf dem inneren Weg. Lurz, München 1981, ISBN 3-87501-057-4.
- Japan und die Kultur der Stille. Barth, München 1984, ISBN 3-502-64150-1.
- Mein Weg zur Mitte. Gespräche mit Alphonse Goettmann. Herder, Freiburg i. B. 1986, ISBN 3-451-08129-6.
- Sportliche Leistung, menschliche Reife. Weitz, Aachen 1986, ISBN 3-925177-03-5.
- Ton der Stille. Weitz, Aachen 1986, ISBN 3-925177-05-1.
- Der Weg, die Wahrheit, das Leben. Gespräche über das Sein mit Alphonse Goettmann. Barth, München 1988, ISBN 3-502-67161-3.
- Überweltliches Leben in der Welt. Der Mensch im Zeichen der Ganzwerdung. Weitz, Aachen 1989, ISBN 3-925177-07-8.
- Der Weg ist das Ziel. Gespräch mit Karl Schnelting in der Reihe „Zeugen des Jahrhunderts“. Hrsg. von Ingo Hermann. Lamuv, Göttingen 1992, ISBN 3-88977-301-X.
- Im Zeichen der großen Erfahrung. mvg, München 1993, ISBN 3-478-08448-2.
- Von der Erfahrung der Transzendenz. Herder, Freiburg i. B. 1993, ISBN 3-451-04196-0.
- Das Tor zum Geheimen öffnen. Herder, Freiburg 1995, ISBN 3-451-04027-1.
- Auf der Suche nach dem inneren Meister: ausgewählte Texte. Hrsg. von Gerhard Wehr. Kösel, München 1996, ISBN 3-466-20411-9.
- Im Silberstrom des Seins: das Karlfried-Graf-Dürckheim-Lesebuch. Hrsg. von Ludger Hohn-Kemler. Herder, Freiburg i. B. 1996, ISBN 3-451-23654-0.
- Ton der Stille. Weitz, Aachen 1997, ISBN 3-925177-05-1.
- Der Ruf nach dem Meister: Die Bedeutung geistiger Führung auf dem Weg zum Selbst. Barth, München 2001, ISBN 978-3-426-29114-6.
- Untersuchungen zum gelebten Raum. Hrsg. von Jürgen Hasse. Institut für Didaktik der Geographie, J.-W. Goethe-Universität, Frankfurt am Main 2005 (Selbstverlag), ISBN 3-921779-24-3.
- Durchbruch zum Wesen: Aufsätze und Vorträge. Huber, Bern 2006, ISBN 3-456-84302-X.
- Meditieren – wozu und wie: Die Wende zum Initiatischen. Nordländer, Rütte 2009, ISBN 978-3-937845-24-1.
- Vom doppelten Ursprung des Menschen. Nordländer, Rütte 2009, ISBN 978-3-937845-25-8.
- Wunderbare Katze und andere Zen-Texte. Barth, München 2011, ISBN 978-3-426-29115-3.

Bücher auf Japanisch:
- 民族性と世界観; Tokio 1940.
- 独逸精神の造形的表現; Tokio 1942 (Atorie-sha), 190 S.; zgl. dt. als: Japanisch-Deutschen Kultur-Institut Niigata (Hrsg.); Neues Deutschland deutscher Geist – eine Sammlung von Aufsätzen; [Tokyo : Sansyusya], 1942, 170 S.
- 世界新秩序の精神 : 日獨友好關係の形而上的基礎; Tokio 1943.
- マイステル・エックハルト – 獨逸的信仰の本質; Tokio 1943, 200 S.
- ますらをの道 : 苦難の時代に處して発憤するの辭, Tokio 1944, 75 S.
- 欧羅巴文化の神髄 – 地球哲学的考察; Tokio 1944.

Anmerkung: Die aufgeführten Titel in japanischer Sprache sind nur in Japan bibliographisch erfasst. Die Autorenkennung (著者名典拠ID) von Karlfried Graf Dürckheim in der japanischen National Diet Library lautet: 00465198.

## Tonträger
Audiocassetten
- Wann ist der Mensch in seiner Mitte, Vortrag vom 3. März 1968 (50 Minuten).
- Was bedeutet „präsent-sein“ in den drei „Dimensionen des Seins“, Vortrag vom 26. Juni 1971 (83 Minuten).
- Weg – Kultur im Osten. Werk – Kultur im Westen (Vortrag, gehalten am 13. Januar 1973, 58 Minuten, ISBN 3-924802-11-4) Edition Neptun (Nr. 18).
- Licht und Dunkel auf dem Weg zum eigenen Selbst (Vortrag, gehalten im Oktober 1983, 74 Minuten, ISBN 3-924802-11-4) Edition Neptun (Nr. 27).

CDs
- Der richtige Umgang mit den Dingen als Möglichkeit der Übung auf dem Weg; Vortrag von Karlfried Graf Dürckheim vom 6. Dezember 1969, Agarone: ISIOM, 1993, ISBN 88-85151-32-9.
- Der Körper, den ich habe – der Leib, der ich bin; CD, Vortrag von Karlfried Graf Dürckheim vom 27. April 1983, Agarone: ISIOM, 1993, ISBN 88-85151-30-2.
- In der Begegnung mit dem Osten begegnen wir unserem Schatten; Vortrag vom 8. Juli 1973 Agarone: ISIOM, 1993, ISBN 88-85151-31-0.